# تان (شهرستان شارانسکی، باشقیرستان)
تان (انگلیسی: Tan, Sharansky District, Republic of Bashkortostan) یک شهرک در شهرستان شارانسکی استان باشقیرستان کشور روسیه است.